# 部落西洋棋
部落西洋棋是一種不對稱的西洋棋變體，規則和鄧薩尼象棋類似，是少數擁有完整理論書籍的西洋棋變體之一。部落西洋棋的規則與普通西洋棋相同，但白方和西洋棋一樣只有16顆棋子，黑方則有32顆棋子，佔據5到8行，但棋子在d4和e4上，而不是d8和e8上。只有黑方的棋子在他們的第一步中有兩步選擇，而黑方在七級的棋子有常規西洋棋的兩步選擇。黑方通過俘獲所有白方棋子獲勝，而白方通過將黑方將死來獲勝。